# Phường 3, Quận 6
Phường 3 là một phường thuộc Quận 6, Thành phố Hồ Chí Minh, Việt Nam.
Phường 3 có diện tích 0,23 km², dân số năm 2021 là 9.282 người,  mật độ dân số đạt 40.356 người/km².